# Bibracte

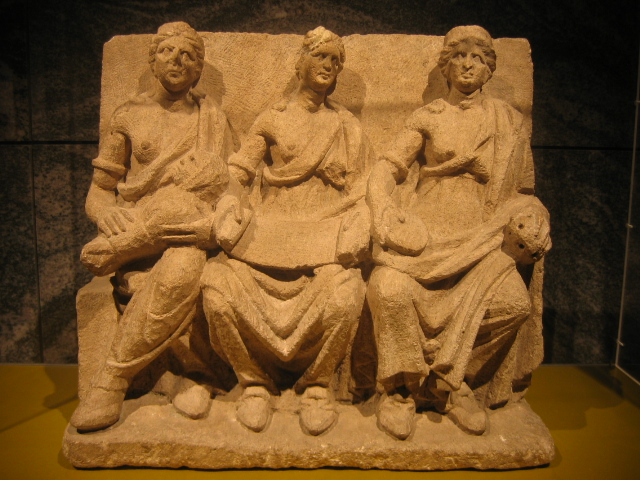
Gudar från Bibracte.

Bibracte var en keltisk befäst bosättning i det forntida Gallien. Bibracte grundlades på kullar som var bebodda till år 12 f. Kr. då byn härjades och övergavs. Befolkningen flyttade till slättlandet där de grundade Augustodunum, idag Autun.
Franska arkeologer återfann i slutet av 1800-talet staden och utförde omfattande utgrävningar ledda av Jacques Gabriel Bulliot och Joseph Déchelette, där man konstaterat att bosättningen främst varit befolkat under sista århundradet före Kristus. Även efter grundade behöll Bibracte en viss betydelse som marknadsplats ända in i modern tid. Marknaden, som i synnerhet under medeltiden var känd i hela Frankrike härleder sig troligen från en religiös fest, hålle vid ett tempel som var helgat åt en gudinna Bibracte.